# ميمناق
ميمناق هي بلدة في مقاطعة كسبي في ولاية قشقداريا في أوزبكستان.